# Dekanat lelczycki
Dekanat lelczycki – jeden z siedmiu dekanatów wchodzących w skład eparchii turowskiej i mozyrskiej Egzarchatu Białoruskiego Patriarchatu Moskiewskiego.

## Parafie w dekanacie
- Parafia św. Jerzego Zwycięzcy w Borowem
  - Cerkiew św. Jerzego Zwycięzcy w Borowem
- Parafia Narodzenia Najświętszej Maryi Panny w Bujnowiczach
  - Cerkiew Narodzenia Najświętszej Maryi Panny w Bujnowiczach
- Parafia Zmartwychwstania Pańskiego w Bukczy
  - Cerkiew Zmartwychwstania Pańskiego w Bukczy
- Parafia św. Michała Archanioła w Dąbrowie
  - Cerkiew św. Michała Archanioła w Dąbrowie
- Parafia Narodzenia Pańskiego w Dzierżyńsku
  - Cerkiew Narodzenia Pańskiego w Dzierżyńsku
- Parafia Świętej Trójcy w Głuszkowiczach
  - Cerkiew Świętej Trójcy w Głuszkowiczach
- Parafia Dwunastu Apostołów w Krasnobrzeżu
  - Cerkiew Dwunastu Apostołów w Krasnobrzeżu
- Parafia Świętej Trójcy w Lelczycach
  - Cerkiew Świętej Trójcy w Lelczycach
- Parafia Zaśnięcia Najświętszej Maryi Panny w Liplanach
  - Cerkiew Zaśnięcia Najświętszej Maryi Panny w Liplanach
- Parafia Zaśnięcia Najświętszej Maryi Panny w Miłoszewiczach
  - Cerkiew Zaśnięcia Najświętszej Maryi Panny w Miłoszewiczach
- Parafia Zmartwychwstania Pańskiego w Nowym Polesiu
  - Cerkiew Zmartwychwstania Pańskiego w Nowym Polesiu
- Parafia Opieki Matki Bożej w Przybłowiczach
  - Cerkiew Opieki Matki Bożej w Przybłowiczach
- Parafia Objawienia Pańskiego w Szymoniczach
  - Cerkiew Objawienia Pańskiego w Szymoniczach
- Parafia św. Mikołaja Cudotwórcy w Tonieżu
  - Cerkiew św. Mikołaja Cudotwórcy w Tonieżu

## Galeria

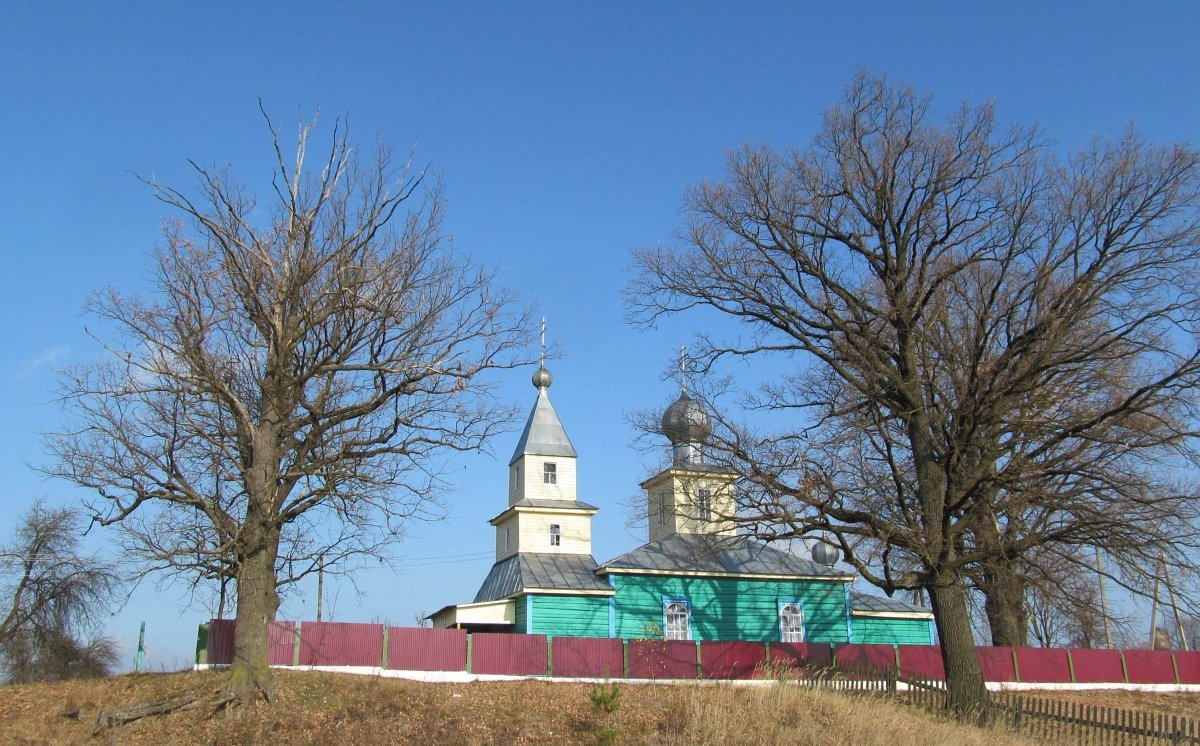
Cerkiew św. Jerzego Zwycięzcy w Borowem
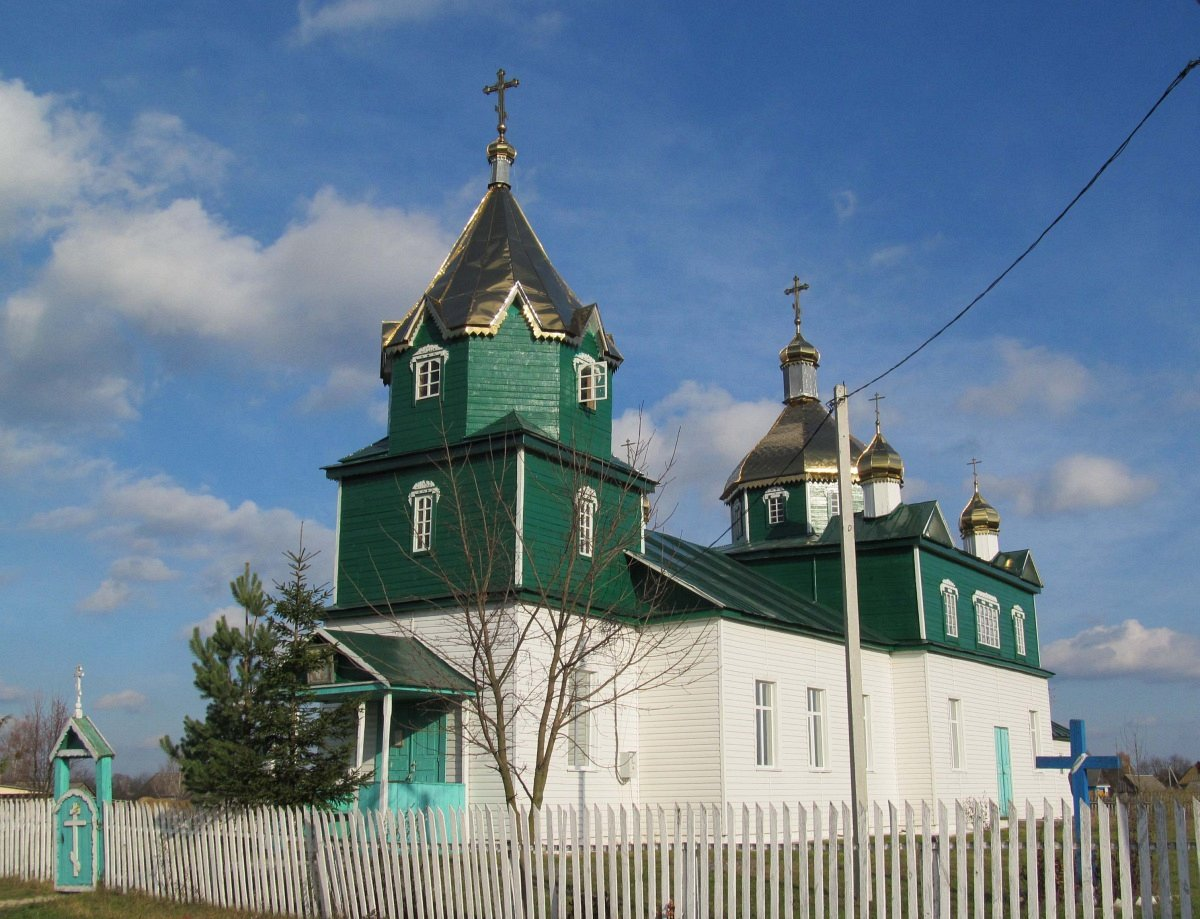
Cerkiew Świętej Trójcy w Głuszkowiczach
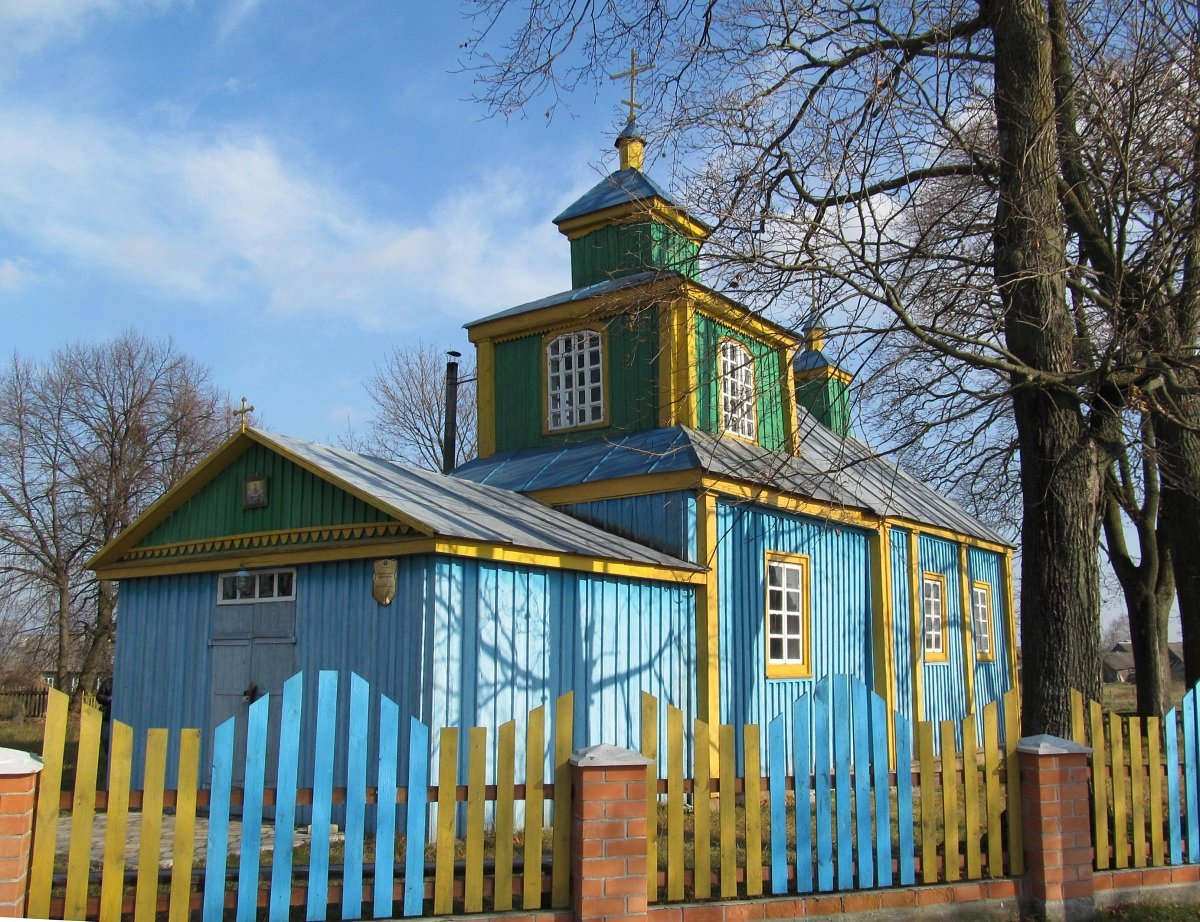
Cerkiew Opieki Matki Bożej w Przybłowiczach